# Thennes
Thennes is een gemeente in het Franse departement Somme (regio Hauts-de-France) en telt 355 inwoners (1999). De plaats maakt deel uit van het arrondissement Montdidier.

## Geografie
De oppervlakte van Thennes bedraagt 8,0 km², de bevolkingsdichtheid is 44,4 inwoners per km².
De onderstaande kaart toont de ligging van Thennes met de belangrijkste infrastructuur en aangrenzende gemeenten.

## Demografie
Onderstaande figuur toont het verloop van het inwonertal (bron: INSEE-tellingen).